# 1,2,4,5-Tetrahydroxybenzol
1,2,4,5-Tetrahydroxybenzol ist ein Benzolderivat mit vier symmetrisch angeordneten Hydroxygruppen. Das Tetrahydroxybenzol ist sehr oxidationsempfindlich und geht dabei in 2,5-Dihydroxy-1,4-benzochinon über, aus dem es durch Reduktion leicht zurückerhalten werden kann. Diese Redoxreaktion macht Benzol-1,2,4,5-tetrol für wiederaufladbare Batterien auf Natriumsalzbasis interessant.
Die Verbindung bildet sich neben anderen Polyhydroxybenzolen aus bei der Verbrennung von Biomasse entstehenden Di- und Trihydroxyphenolen in Aerosoltröpfchen bei der Oxidation durch Ozon in der Troposphäre.

## Darstellung
Bereits 1888 berichtete Rudolf Nietzki die Darstellung von 1,2,4,5-Tetrahydroxybenzol – hier Tetroxybenzol genannt – durch Reduktion von 2,5-Dihydroxy-1,4-benzochinon mit Zinn(II)-chlorid (Zinnchlorür) SnCl2 in salzsaurer Lösung.
Reduktion des Dihydroxychinons mit metallischem Zinn in konzentrierter Salzsäure liefert Benzol-1,2,4,5-tetrol in einer Reinausbeute von 52 %.
In einer Patentschrift wird die Hydrierung des 2,5-Dihydroxy-1,4-benzochinons (aus Hydrochinon durch Oxidation mit Wasserstoffperoxid) an einem Platin(IV)-oxid PtO2-Katalysator in THF in 70 bis 90 %iger Ausbeute beschrieben.

## Eigenschaften
1,2,4,5-Tetrahydroxybenzol ist ein farbloser kristalliner Feststoff, der auch „etwas grau gefärbte, silberglänzende Blättchen“ bildet. Die Verbindung ist sehr gut löslich in Wasser, Ethanol and Diethylether und löslich in THF und Dioxan. Zur Reinigung kann Benzol-1,2,4,5-tetrol in Eisessig umkristallisiert werden. In wässriger Lösung färbt sich Benzol-1,2,4,5-tetrol durch Oxidation schnell braun.

## Anwendungen
Veresterung von 1,2,4,5-Tetrahydroxybenzol mit Benzoesäuren, die in 4-Stellung langkettige Substituenten tragen, liefert symmetrische (im Fall R = polymerisierbare Gruppe: monomere) Tetraester,
die oft flüssigkristalline Eigenschaften besitzen und nematische Phasen bilden.
Umsetzung von Benzol-1,2,4,5-tetrol mit Phosphorchloriden, wie z. B. Phosphortrichlorid PCl3 oder Phosphorpentachlorid PCl5 erzeugt so genannte Benzobisphosphole, die in die entsprechenden Amide bzw. Thioamide überführt werden können.
Die Verbindungen können in Schmierölen als verschleiß- und oxidationshemmende Additive und als Flammschutzmittel eingesetzt werden.
Bei der Reaktion von 1,2,4,5-Tetrahydroxybenzol mit aromatischen Diboronsäuren entstehen polymere Poly(dioxaborol)e, die selbstorganisierende, hochgeordnete planare Strukturen mit relativ ausgedehnten π-Systemen bilden und Licht im blauen Wellenlängenbereich emittieren.
Mit Triboronsäuren, wie z. B. 1,3,5-Benzoltriboronsäure (CAS-Nr. 89641-21-4) und Benzol-1,2,4,5-tetrol sind hochgeordnete dreidimensionale kovalent organische Gerüstmaterialien (engl. covalent organic frameworks COFs) mit definierter Mikroporosität zugänglich, die sich als Medien für Gasadsorption und Gastrennung eignen könnten.
Das Redoxsystem 1,2,4,5-Tetrahydroxybenzol – 2,5-Dihydroxy-1,4-benzochinon macht dessen Natriumsalze als Anodenmaterial für wiederaufladbare Natriumbatterien interessant.
Die erzielten Kenngrößen, wie Betriebsspannung von ca. 1,2 V, reversible Kapazität von ca. 265 mAh/g bei maximal 300 Zyklen und hohe Belastungsfähigkeit zeigen Potentiale, aber auch Schwachpunkte (niedrige Zyklenzahl) dieses Redoxsystems.